# چشمه آب‌گرم سایه‌خوش
چشمه آب‌گرم سایه خوش یکی از نقاط دیدنی استان هرمزگان در جنوب ایران است.
چشمه آب‌گرم سایه خوش در روستای سایه‌خوش از توابع بخش مرکزی شهرستان بندر لنگه واقع می‌باشد. این چشمه در مسیر جاده بندر خمیر به بندرلنگه قرار دارد. فاصله بندر خمیر تا روستای سایه خوش در حدود ۴۰ کیلومتری است و از روستای سایه خوش تا محل چشمه در حدود ۴ کیلومتری می‌باشد. مظهر چشمه در شکاف سنگهای آهکی مارنی و دردامن کوه جای دارد. طرز تشکیل چشمه سایه خوش بر اساس فرضیه تکنو نیک صفحه‌ای استوار است و آب آن در ردیف آبهای سولفات، کلسیم همراه با منزیم زیاد و کلور و سدیم گرم است.